# Bajki robotów
Bajki robotów – zbiór groteskowo-baśniowych opowiadań Stanisława Lema wydany po raz pierwszy nakładem Wydawnictwa Literackiego w roku 1964. Utwory zostały napisane w konwencji baśni ludowej i osadzone w świecie futurystyczno-kosmicznej technologii, w którym bohaterami i narratorami są roboty.
Pierwsze wydanie Bajek robotów zawierało także trzy opowiadania, które zostały później dołączone do odrębnego cyklu Cyberiada. Z powodu podobieństwa obu zbiorów (świat, tematyka) wydawcy często umieszczali Bajki robotów oraz Cyberiadę w jednym tomie. W 1982 Bajki robotów zostały dodane do listy lektur szóstej klasy szkoły podstawowej.

## Spis utworów
Opowiadania fabularnie przynależące do Bajek robotów:
- Trzej elektrycerze
- Uranowe uszy
- Jak Erg Samowzbudnik Bladawca pokonał
- Skarby króla Biskalara
- Dwa potwory
- Biała śmierć
- Jak Mikromił i Gigacyan ucieczkę mgławic wszczęli
- Bajka o maszynie cyfrowej, co ze smokiem walczyła
- Doradcy króla Hydropsa
- Przyjaciel Automateusza
- Król Globares i mędrcy
- Bajka o królu Murdasie

- Jak ocalał świat
- Maszyna Trurla
- Wielkie Lanie
- Z dzieła Cyfrotikon, czyli o dewijacyach, superfiksacyach a waryacyach serdecznych
  - O królewiczu Ferrycym i królewnie Krystali (po raz pierwszy w Cyberiadzie z 1965)  Opowiadania fabularnie przynależące do Cyberiady